# ویراکوچا ۲۷۳۸
سیارک ۲۷۳۸ (به انگلیسی: 2738 Viracocha، نامگذاری:1940EC) دو هزار و هفتصد و سی و هشتمین سیارک کشف شده‌است که در ۱۲ مارس ۱۹۴۰ کشف شد.
قدر مطلق سیارک برابر ۱۲٫۲۰ است.